# La Industria (Piura)
La Industria de Piura fue un diario peruano, fundado en Piura en 1918 y que desapareció a fines de la década de 1970. Formó parte de la cadena de diarios de dicho nombre que circuló por el norte del Perú, de propiedad del abogado y político piurano Miguel Félix Cerro Guerrero: uno de ellos editado en Trujillo (el más antiguo), y otro en Chiclayo (fundado en 1952); ambos diarios aún subsisten.

## Historia
Miguel F. Cerro adquirió en 1905 la propiedad del diario La Industria de Trujillo (fundado en 1895). Más de una década después decidió fundar un diario sucedáneo en Piura, entonces una pequeña población donde poco antes había aparecido el diario El Tiempo (en 1916). Eran los días de la Primera Guerra Mundial y del segundo gobierno del presidente José Pardo y Barreda; ambos diarios vinieron a satisfacer las necesidades del público piurano en cuanto a noticias nacionales e internacionales así como de medios de promoción comercial.

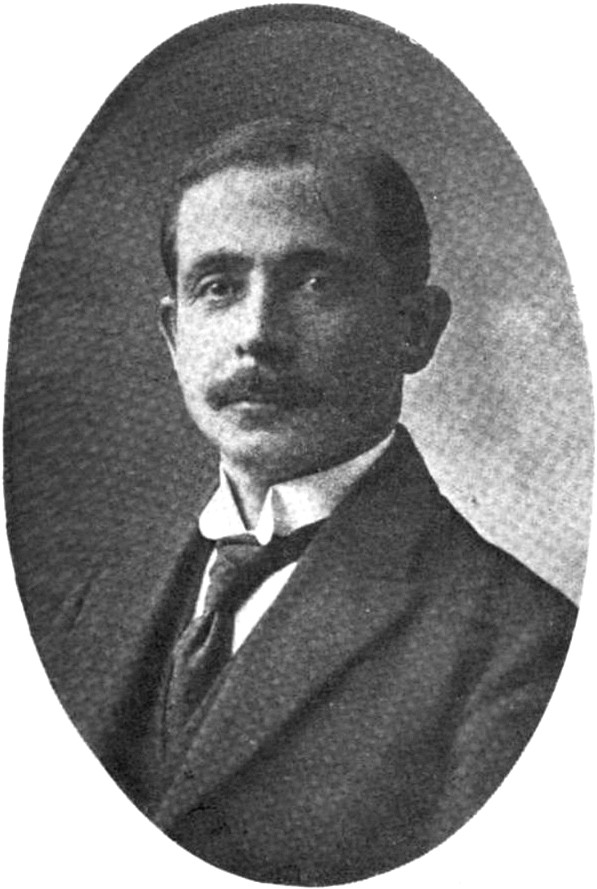
Miguel Cerro, fundador de la cadena de diarios La Industria del norte peruano.

La Industria de Piura salió a circulación el 17 de abril de 1918, y funcionó en la calle Lima por varias décadas hasta su cierre. Era de tamaño grande (asabanado), de cuatro páginas, costaba cinco centavos y salía en la tarde.
En 1957 falleció Miguel F. Cerro y la propiedad de la cadena de diarios La Industria pasó a manos de sus hijos, los diplomáticos Miguel Felipe (m. 1958) y Luis Vicente Cerro Cebrián (m. 1971).
En 1972 inauguró en sus talleres el sistema offset de impresión con lo que puso a la vanguardia al periodismo piurano.
Entre sus directores se contaron: Pedro del Pino Fajardo (de 1952 a 1954); Elmer Núñez Reaño (de 1954 a 1975).

## Mario Vargas Llosa, periodista

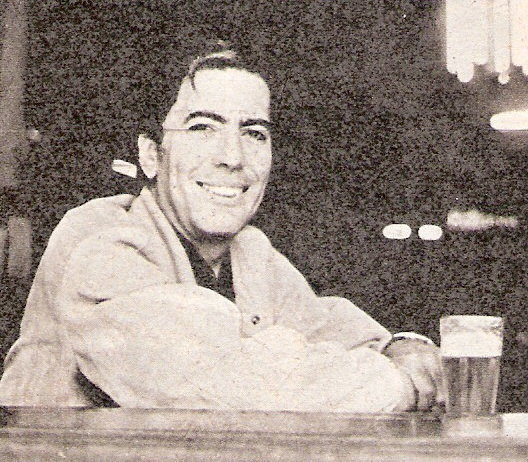
Mario Vargas Llosa

De abril a diciembre de 1952 trabajó en el diario como redactor el entonces adolescente Mario Vargas Llosa, cuando cursaba el quinto año de secundaria en el Colegio San Miguel de Piura. Había venido con cartas de recomendación desde Lima, donde había laborado previamente en el diario La Crónica. Según cuenta el mismo escritor, fue en Piura donde le nació la pasión por la labor periodística, que intercalaba con los estudios colegiales. También describió de manera pintoresca al dueño del diario, Miguel F. Cerro Guerrero, que por entonces era un anciano de 80 años:

Era un viejecito menudo, un pedacito de hombre con la cara requemada por la intemperie, cubierta de mil arrugas, en la que unos ojos vivos e inquietos traslucían su indomable energía. Tenía tres diarios de provincias —La Industria de Piura, de Chiclayo y de Trujillo—, que dirigía desde su casita piurana, con mano enérgica, y un fundo algodonero, en el rumbo de Catacaos, que iba a vigilar personalmente en una mula remolona y tan antigua como él. Avanzaba en ella con toda prosa por el centro de la calle, camino al Puente Viejo, desinteresado de automóviles y peatones. Hacía una escala en el local de La Industria, en la calle Lima, en cuyo patio con rejas irrumpía la mula, sin aviso, martirizando las baldosas con sus cascos, para que don Miguel echara una ojeada a los materiales de la redacción. Era un hombre que no se cansaba nunca, que trabajaba hasta durmiendo, al que nadie le metía el dedo a la boca, severo y hasta duro pero de una rectitud que, a quienes trabajábamos a sus órdenes, nos daba seguridad.
El pez en el agua. Memorias.

Vargas Llosa describe también los talleres de impresión como una «reliquia histórica». Las cuatro caras del diario se imprimían mediante el tradicional sistema de tipografía y con una antigua prensa manual, labor toda realizada por un trabajador veterano apellidado Nieves. El escritor trabajó en la redacción del diario, junto con otro compañero, de nombre Owen Castillo (que después destacaría como director de diarios populares), y su labor consistió en redactar las noticias locales e internacionales, hacer entrevistas y reportajes; fue autor también de dos columnas —«Buenos Días» y «Campanario»—, una firmada con su nombre y otra con un seudónimo, en las que hacía comentarios de actualidad. Eventualmente hacía publicar sus propios escritos literarios, como un poema titulado «La noche de los desesperados», que ocupó toda una página del diario, y que motivó que Miguel Cerro le reprochara que la edición de ese día pecaba de exuberancia.